# 喬·巴頓
喬·巴頓（英語：Joe Linus Barton，1949年9月15日—），美國政治人物，德州眾議員。